# Scorpenoidei
Scorpenoideii (Scorpaenoidei) sunt un subordin de pești osoși acantopterigieni din ordinul scorpeniforme răspândiți atât în mările tropicale, cât și în cele temperate și reci. În Marea Neagră un singur gen, Scorpaena. În România o singură specie, scorpia de mare (Scorpaena porcus) întâlnită în tot lungul litoralului românesc al Mării Negre. Scorpenoideii sunt pești bentonici și trăiesc pe fundul stâncos din regiunea litorală. De obicei, au un colorit viu. Majoritatea au spini veninoși. Toți sunt carnivori, hrana constă din pești mici și crustacee.

## Clasificare
Subordinul scorpenoidei conține 16 familii:
- Apistidae
- Aploactinidae
- Caracanthidae
- Congiopodidae
- Eschmeyeridae
- Gnathanacanthidae
- Neosebastidae
- Pataecidae
- Perryenidae
- Plectrogenidae
- Scorpaenidae
- Sebastidae
- Setarchidae
- Synanceiidae
- Tetrarogidae
- Triglidae